# Cambridge Information Group
La Cambridge Information Group (CIG) è una società di investimento globale privata che fornisce servizi di tecnologici, formativi e di informazione.
L'azienda venne fondata nel 1971 da Robert N. Snyder e Philip E. Hixon, a seguito della fusione di Cambridge Scientific Abstracts (CSA), Disclosure Incorporated e della National Standards Association. Quando questi ultimi furono ceduti prima del '93 e il core business di riferimento della CSA si rivolse agli editori accademici nel campo delle scienze sociali, delle arti e delle discipline umanistiche.

Nel 2001 fu acquisita la RR Bowker e, due anni più tardi, il Sotheby's Institute of Art.
A partire dal 2007, le società operative del gruppo CIG divennero tre: ProQuest R.R. Bowker,, RR Bowker e CIG Education Group. Il CIG Education Group era a sua volta titolare del Sotheby's Institute of Art e della scuola di musica Bach to Rock (B2R).
Nel 2016, CIG ha realizzò una serie di investimenti in MetaMetrics e in Navtech, società hi-tech della quale al 2019 Andrew Snyder è amministratore delegato, mentre la figlia Jill è responsabile della divisione di comunicazioni.
La sede si trova a Bethesda, nel Maryland.